# صدأ وعظم (فلم)
صدأ وعظم (بالإنجليزية: Rust and Bone) هو فيلم دراما تم إنتاجه في بلجيكا وفرنسا وصدر في سنة 2012.

## بطولة
- ماريون كوتيار

## القصة
يتناول الفيلم قصة حب فريدة من نوعها بين امرأة فقدت رجليها في حادثة صعبة، حيث كانت تعمل مدربة دلافين، وبين رجل فقير متشرد يسرق ليستطيع العيش هو وابنه الصغير، تتطور الأحداث وتنشأ علاقة الحب هذه، ويصارع بطل الفيلم بعد حبه عن طريق تطوير مهاراته في المصارعة والاشتراك في مسابقات ملاكمة الشوارع ليجني المال اللازم لمعيشتهم.

## الميزانية والإيرادات
بلغت تكلفة إنتاج الفيلم حوالي Euro15.4 مليون دولار,(20 million) بينما حقق أرباحا تقدر بـ 33,097,278 دولار.

## وصلات خارجية
- صدأ وعظم على موقع IMDb (الإنجليزية)
- صدأ وعظم على موقع ميتاكريتيك (الإنجليزية)
- صدأ وعظم على موقع الموسوعة البريطانية (الإنجليزية)
- صدأ وعظم على موقع روتن توميتوز (الإنجليزية)
- صدأ وعظم على موقع نتفليكس (الإنجليزية)
- صدأ وعظم على موقع قاعدة بيانات الأفلام العربية
- صدأ وعظم على موقع ألو سيني (الفرنسية)
- صدأ وعظم على موقع Turner Classic Movies (الإنجليزية)
- صدأ وعظم على موقع أول موفي (الإنجليزية)
- صدأ وعظم على موقع بوكس أوفيس موجو (الإنجليزية)

1. 1 2 3 4 5 6 7 8 9 10 11 12  مذكور في: قاعدة بيانات الأفلام على الإنترنت. الوصول: 23 مايو 2021. لغة العمل أو لغة الاسم: الإنجليزية.
2. ↑  مذكور في: قاعدة بيانات الأفلام السويدية. معرف قاعدة بيانات الأفلام السويدية: 76684. الناشر: المعهد السويدي للسينما. لغة العمل أو لغة الاسم: السويدية.
3. 1 2 3  وصلة مرجع: http://www.academie-cinema.org/data/document/liste-officielle-nominations-2013.pdf. الوصول: 23 مايو 2021.
4. ↑  وصلة مرجع: https://filmow.com/ferrugem-e-osso-t54985/. الوصول: 18 أبريل 2016.
5. ↑  وصلة مرجع: http://www.adorocinema.com/filmes/filme-172976/. الوصول: 18 أبريل 2016.
6. ↑  وصلة مرجع: http://www.imdb.com/title/tt2053425/. الوصول: 18 أبريل 2016.